# (38576) 1999 XL3
1999 XL3 (asteroide 38576) é um asteroide da cintura principal. Possui uma excentricidade de 0.20644720 e uma inclinação de 14.05653º.
Este asteroide foi descoberto no dia 4 de dezembro de 1999 por CSS em Catalina.